# Alpha Noir / Omega White
 (février 2017).
Si vous disposez d'ouvrages ou d'articles de référence ou si vous connaissez des sites web de qualité traitant du thème abordé ici, merci de compléter l'article en donnant les références utiles à sa vérifiabilité et en les liant à la section « Notes et références ».
Albums de Moonspell
Night Eternal
(2008) Extinct
(2015)
Alpha Noir est le neuvième album du groupe de metal gothique portugais Moonspell, sorti le 27 avril 2012.
Il existe une deuxième version de l'album contenant 8 pistes bonus, ces 8 titres sont répartis en un seul album appelé Omega White.

## Liste des titres
| Disque 1 : Alpha Noir | Disque 1 : Alpha Noir                 | Disque 1 : Alpha Noir | Disque 1 : Alpha Noir | Disque 1 : Alpha Noir | Disque 1 : Alpha Noir | Disque 1 : Alpha Noir | Disque 1 : Alpha Noir | Disque 1 : Alpha Noir | Disque 1 : Alpha Noir |
| No                    | Titre                                 | Durée                 |                       |                       |                       |                       |                       |                       |                       |
| --------------------- | ------------------------------------- | --------------------- | --------------------- | --------------------- | --------------------- | --------------------- | --------------------- | --------------------- | --------------------- |
| 1.                    | Axis Mundi                            | 4:57                  |                       |                       |                       |                       |                       |                       |                       |
| 2.                    | Lickanthrope                          | 3:49                  |                       |                       |                       |                       |                       |                       |                       |
| 3.                    | Versus                                | 3:39                  |                       |                       |                       |                       |                       |                       |                       |
| 4.                    | Alpha Noir                            | 4:30                  |                       |                       |                       |                       |                       |                       |                       |
| 5.                    | Em Nome do Medo (In the Name of Fear) | 4:27                  |                       |                       |                       |                       |                       |                       |                       |
| 6.                    | Opera Carne                           | 3:53                  |                       |                       |                       |                       |                       |                       |                       |
| 7.                    | Love Is Blasphemy                     | 4:31                  |                       |                       |                       |                       |                       |                       |                       |
| 8.                    | Grandstand                            | 4:54                  |                       |                       |                       |                       |                       |                       |                       |
| 9.                    | Sine Missione                         | 4:57                  |                       |                       |                       |                       |                       |                       |                       |
| 40:34                 |                                       |                       |                       |                       |                       |                       |                       |                       |                       |

| Disque 2 : Omega White (Album Bonus) | Disque 2 : Omega White (Album Bonus) | Disque 2 : Omega White (Album Bonus) | Disque 2 : Omega White (Album Bonus) | Disque 2 : Omega White (Album Bonus) | Disque 2 : Omega White (Album Bonus) | Disque 2 : Omega White (Album Bonus) | Disque 2 : Omega White (Album Bonus) | Disque 2 : Omega White (Album Bonus) | Disque 2 : Omega White (Album Bonus) |
| No                                   | Titre                                | Durée                                |                                      |                                      |                                      |                                      |                                      |                                      |                                      |
| ------------------------------------ | ------------------------------------ | ------------------------------------ | ------------------------------------ | ------------------------------------ | ------------------------------------ | ------------------------------------ | ------------------------------------ | ------------------------------------ | ------------------------------------ |
| 1.                                   | Whiteomega                           | 4:21                                 |                                      |                                      |                                      |                                      |                                      |                                      |                                      |
| 2.                                   | White Skies                          | 3:34                                 |                                      |                                      |                                      |                                      |                                      |                                      |                                      |
| 3.                                   | Fireseason                           | 4:29                                 |                                      |                                      |                                      |                                      |                                      |                                      |                                      |
| 4.                                   | New Tears Eve                        | 4:45                                 |                                      |                                      |                                      |                                      |                                      |                                      |                                      |
| 5.                                   | Herodisiac                           | 4:46                                 |                                      |                                      |                                      |                                      |                                      |                                      |                                      |
| 6.                                   | Incantatrix                          | 4:40                                 |                                      |                                      |                                      |                                      |                                      |                                      |                                      |
| 7.                                   | Sacrificial                          | 4:11                                 |                                      |                                      |                                      |                                      |                                      |                                      |                                      |
| 8.                                   | A Greater Darkness                   | 7:24                                 |                                      |                                      |                                      |                                      |                                      |                                      |                                      |
| 38:10                                |                                      |                                      |                                      |                                      |                                      |                                      |                                      |                                      |                                      |

### Édition limitée
Il s'agit d'une édition limitée digipack, en simple CD, de l'album Alpha Noir, sortie en 2012, en Russie, sous le label Mazzar Records et contenant, en titres bonus, les 3 premiers morceaux de l'album Omega White.
| 1. | Axis Mundi        | 4:59 |
| 2. | Lickanthrope      | 3:51 |
| 3. | Versus            | 4:41 |
| 4. | Alpha Noir        | 4:32 |
| 5. | Em Nome do Medo   | 4:29 |
| 6. | Opera Carne       | 3:55 |
| 7. | Love Is Blasphemy | 4:33 |
| 8. | Grandstand        | 4:56 |
| 9. | Sine Missione     | 4:59 |

| Titres bonus | Titres bonus | Titres bonus | Titres bonus | Titres bonus | Titres bonus | Titres bonus | Titres bonus | Titres bonus | Titres bonus |
| No           | Titre        | Durée        |              |              |              |              |              |              |              |
| ------------ | ------------ | ------------ | ------------ | ------------ | ------------ | ------------ | ------------ | ------------ | ------------ |
| 10.          | White Omega  | 4:22         |              |              |              |              |              |              |              |
| 11.          | White Skies  | 3:36         |              |              |              |              |              |              |              |
| 12.          | Fireseason   | 4:29         |              |              |              |              |              |              |              |
| 53:22        |              |              |              |              |              |              |              |              |              |

## Crédits

### Membres du groupe
- Fernando Ribeiro : chant
- Ricardo Amorim : guitares
- Pedro Paixão : claviers, guitares
- Aires Pereira : basse
- Miguel Gaspar : batterie
- The Crystal Mountain Singers (Carmen Simões, Silvia Guerreiro) : chœurs

### Équipes technique et production
- Production, mixage, mastering : Tue Madsen
- Pré-production, arrangements : Benny Richter
- Production (additionnel) : Pedro Paixão
- Artwork : Seth Siro Anton
- Artwork (Logo du groupe) : Adriano Esteves
- Photographie : Paulo Moreira